# ترودي لين
ترودي لين (بالإنجليزية: Trudy Lynn)‏ هي مغنية وكاتبة غنائية أمريكية، ولدت في 9 أغسطس 1947 في هيوستن في الولايات المتحدة.

## وصلات خارجية
- ترودي لين على موقع ميوزك برينز (الإنجليزية)
- ترودي لين على موقع ديسكوغز (الإنجليزية)